# Monotheist
Monotheist est le 6e album du groupe de metal suisse Celtic Frost, sorti le 29 mai 2006.

## Liste des pistes
1.	"Progeny"  5:01
2.	"Ground"  3:55
3.	"A Dying God Coming into Human Flesh" 5:39
4.	"Drown In Ashes" 4:23
5.	"Os Abysmi Vel Daath" 6:41
6.	"Temple of Depression" (bonus) 4:59
7.	"Obscured" 7:04
8.	"Incantation Against You" (bonus version japonaise) 5:06
9.	"Domain of Decay" 4:38
10.	"Ain Elohim" 7:33
11.	"Triptych: I. Totengott"  	
12.	"Triptych: II. Synagoga Satanae" 14:24
13.	"Triptych: III. Winter" 4:32